# Cornone di Blumone
Il Cornone di Blumone  è una cima del gruppo dell'Adamello, nelle Alpi Retiche meridionali, alta 2843 m.
La vetta, una delle cime più meridionali del massiccio, troneggia al di sopra dei boschi che ammantano le pendici dell'alta valle percorsa dal fiume Caffaro, tributaria del Lago d'Idro, ed è visibile, in condizioni ottimali, anche dalle città della bassa Pianura Padana, in quanto a sud di essa la quota dei rilievi diminuisce nettamente.
Geologicamente costituisce il confine sud del plutone dell'Adamello. Le elevazioni immediatamente a sud delle sue pendici, bagnate dal Lago della Vacca, sono infatti costituite da rocce metamorfiche di contatto (monte Frerone) tra la fascia dei graniti adamellini e la dolomia principale che costituisce le Prealpi Bresciane.
La zona attorno al Cornone di Blumone fu interessata, nel periodo tra il 1915 e il 1918, dai combattimenti nell'ambito della prima guerra mondiale. In queste zone, infatti, passava il fronte italo-austriaco. Dell'epoca sono rimasti, oltre ai cimeli esposti nei rifugi, le infrastrutture e i manufatti bellici. Nelle vicinanze del Passo di Blumone si trovano ancora i resti delle trincee, i camminamenti e i ruderi di una caserma (in seguito adattata a rifugio) facenti tutti parte della postazione italiana.
Molti itinerari di salita si sviluppano sui suoi versanti, tra cui belle vie alpinistiche su roccia ottima.

## Alpinismo

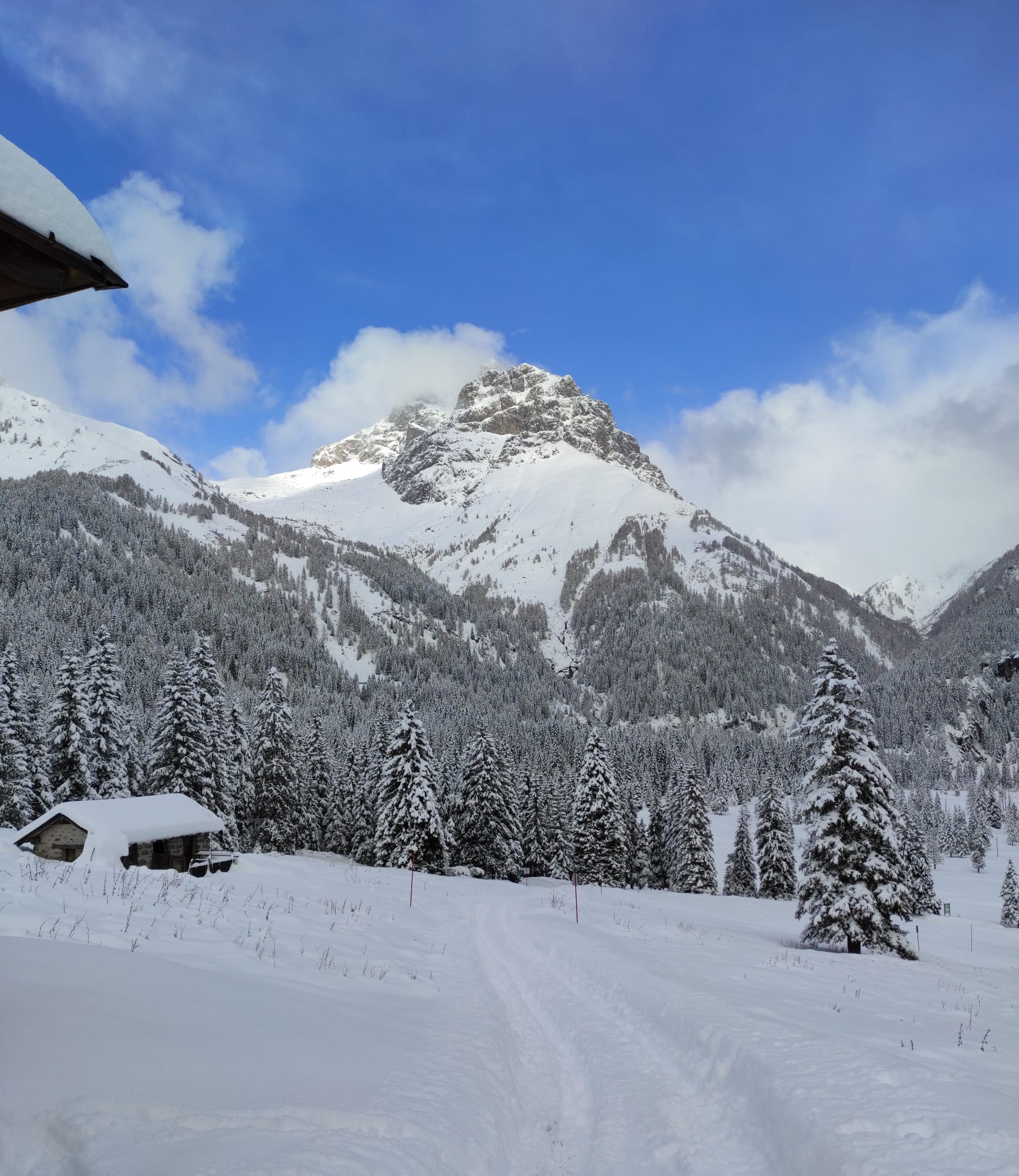
Cornone di Blumone visto dalla Piana del Gaver in una giornata invernale

### Via Normale
La via normale di salita alla vetta è alla portata di escursionisti, purché provvisti di attrezzatura (la vetta è normalmente coperta di neve da novembre sino a giugno) e di adeguata esperienza. La via normale di salita ha inizio al rifugio Tita Secchi (2362 m) sulle rive del Lago della Vacca, bacino artificiale le cui acque sono sfruttate per produrre energia elettrica alla centrale del Caffaro. Si perviene, attraversando le pietraie alla base della parete ovest del Cornone e alcuni depositi di neve che si mantengono talvolta per tutta la stagione estiva, al Passo di Blumone (2633 m) da dove comincia la vera e propria via normale, un percorso abbastanza impegnativo in quanto prevede alcuni passaggi su roccette (insidiose in caso di pioggia, neve o ghiaccio). Dal passo si sale verso destra rispetto al senso di marcia tra sfasciumi sino ad un primo risalto di roccette che adduce in breve al nevaio, ormai tale solo da autunno a primavera. Si taglia questo verso sinistra in direzione NE restando un centinaio di metri sotto la cresta fino ad un evidente spallone, dal quale si prende a risalire a destra un altro salto di rocce (I). Giunti sul filo di cresta dove questa piega verso sud la si segue per evidente traccia con segnavia per pochi passi alla croce e poi al cippo trigonometrico di vetta, da dove lo sguardo può finalmente spaziare in ogni direzione, con bella vista sui sottostanti lago e rifugio di partenza.

Difficoltà: F

### Spigolo Maffei
Dal rifugio Tita Secchi risalire i pendii di sfasciumi in direzione dell'evidente spigolo che solca la parete Sud del Cornone. Entrare per pochi metri nel canale di sinistra e risalire con un primo tiro una rampa di roccia non solidissima fino ad un primo chiodo poi direttamente ad un secondo e alla sosta (due chiodi) sul successivo ripiano erboso (III).
Direttamente ora per erba e roccette alla seconda sosta prima di un grande gradino ghiaioso (II chiodi e spit in eccesso). Risalire in conserva le ghiaie fino ad un evidente fix sulle rocce dove si sosta.
Ora direttamente per alcuni tiri con divertente arrampicata (III qualche passo di IV aggirabile) su granito molto fessurato e rotto ma solido per diedrini e spigoli fino sopra lo spallone al vertice dello spigolo.
Da qui traversare in direzione della cresta principale che si supera ad un intaglio da cui si scende al "nevaio".

Difficoltà: AD-

### Giro del Blumone
Un itinerario meno impegnativo e puramente escursionistico permette di compiere il periplo della montagna, attraverso i rifugi Tita Secchi e Nikolajewka (1505 m).

Difficoltà: E